# Championnat du Moyen-Orient et d'Afrique de rugby à XIII
Le Championnat du Moyen-Orient et d'Afrique de rugby à XIII  (Middle East-Africa Rugby League Championship en anglais) est  un tournoi de rugby à XIII , parfois qualificatif pour la Coupe du monde de rugby à XIII, organisé pour les équipes nationales africaines et celles du Moyen-Orient.
Disputé pour la première fois en 2015,, il fait office de Coupe d'Afrique des nations élargie et s'apparente également à une sorte de Championnat des nations émergentes de la zone.
Après une période d'absence de quatre ans, le tournoi est organisé à nouveau en 2019, date à laquelle il est décidé d'en faire un tournoi annuel.
Il est également prévu d'en faire, certaines années, un tournoi qualificatif pour la coupe du monde.

## Histoire et organisation
Il est généralement organisé sous forme de tournoi, dans un pays unique, sur un ou plusieurs stades de la nation hôte, généralement pendant quelques jours.
La première édition, qui devait être organisée aux Émirats Arabes Unis, et finalement organisé par l'Afrique du sud en octobre 2015. Elle consiste en deux matchs opposant l'Afrique du sud et le Liban. L'Afrique du sud perd son premier match 12-40 et le second, toujours à Brakpan, 50-16. Le Liban se qualifie alors pour la coupe du monde 2017.
Lors de la deuxième édition en 2019, le championnat est organisé sous forme de programme double, qui oppose d'abord le Nigeria, organisateur du tournoi au Ghana, puis le Maroc au Cameroun. Les vainqueurs de chaque match se rencontrent ensuite en finale. A noter que les rencontres ont lieu au Teslim Balogum Stadium à Lagos, au Nigeria au mois d'octobre.
La troisième édition a lieu en 2022 et voit la victoire du Nigeria.

## Palmarès
| Édition | Pays organisateur | Vainqueur                                   | Finaliste                                   | Troisième                                   | Quatrième                                   |
| ------- | ----------------- | ------------------------------------------- | ------------------------------------------- | ------------------------------------------- | ------------------------------------------- |
| 2015    | Afrique du Sud    | Liban                                       | Afrique du Sud                              | -                                           | -                                           |
| 2019    | Nigeria           | Nigeria                                     | Maroc                                       | Cameroun Ghana                              | Cameroun Ghana                              |
| 2020    | Afrique du Sud    | Annulé en raison de la pandémie de Covid-19 | Annulé en raison de la pandémie de Covid-19 | Annulé en raison de la pandémie de Covid-19 | Annulé en raison de la pandémie de Covid-19 |
| 2022    | Ghana             | Nigeria                                     | Ghana                                       | Kenya                                       | Cameroun                                    |